# 常盛街
常盛街（英語：Sheung Shing Street），是香港九龍城區何文田的一條街道，街道起點於佛光街，即香港都會大學附近，常盛街沿路有陳瑞祺（喇沙）小學、德蘭中學、常樂邨、及數幢公務員建屋合作社等建築，街道尾段連接馬頭圍天光道，即半山壹號樓盤一帶。全段街道只有九龍巴士17線途經。

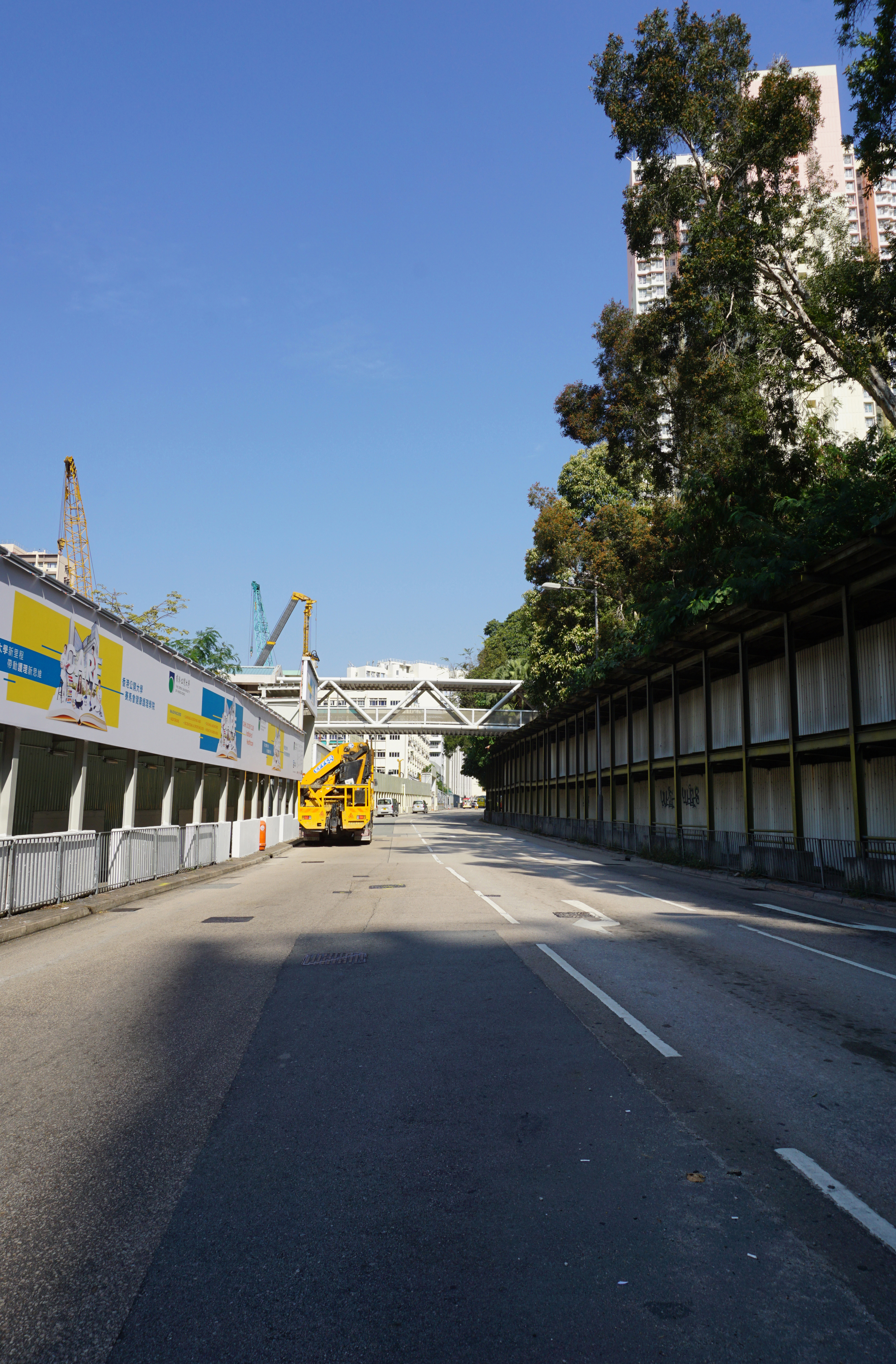
西端
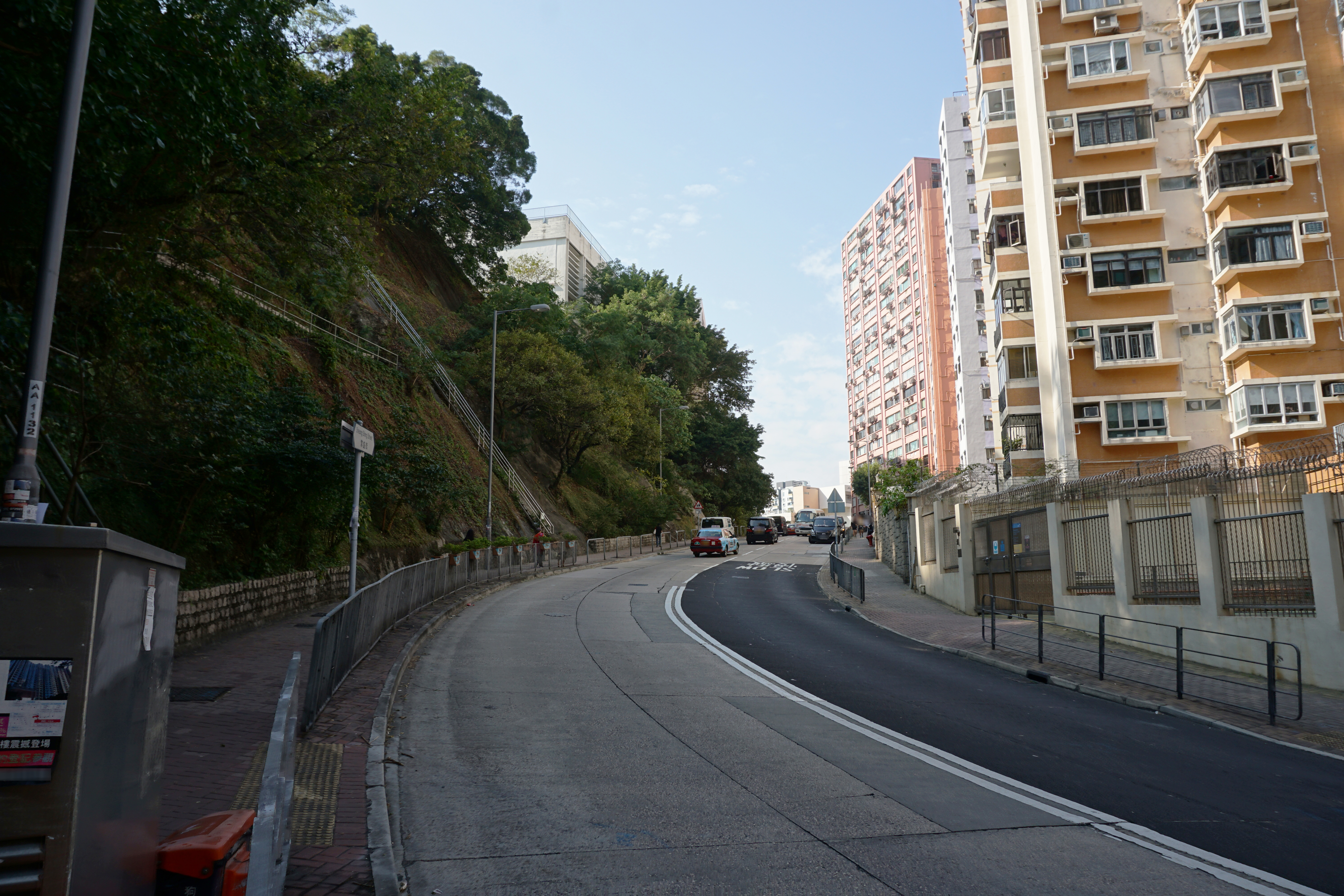
近常康園
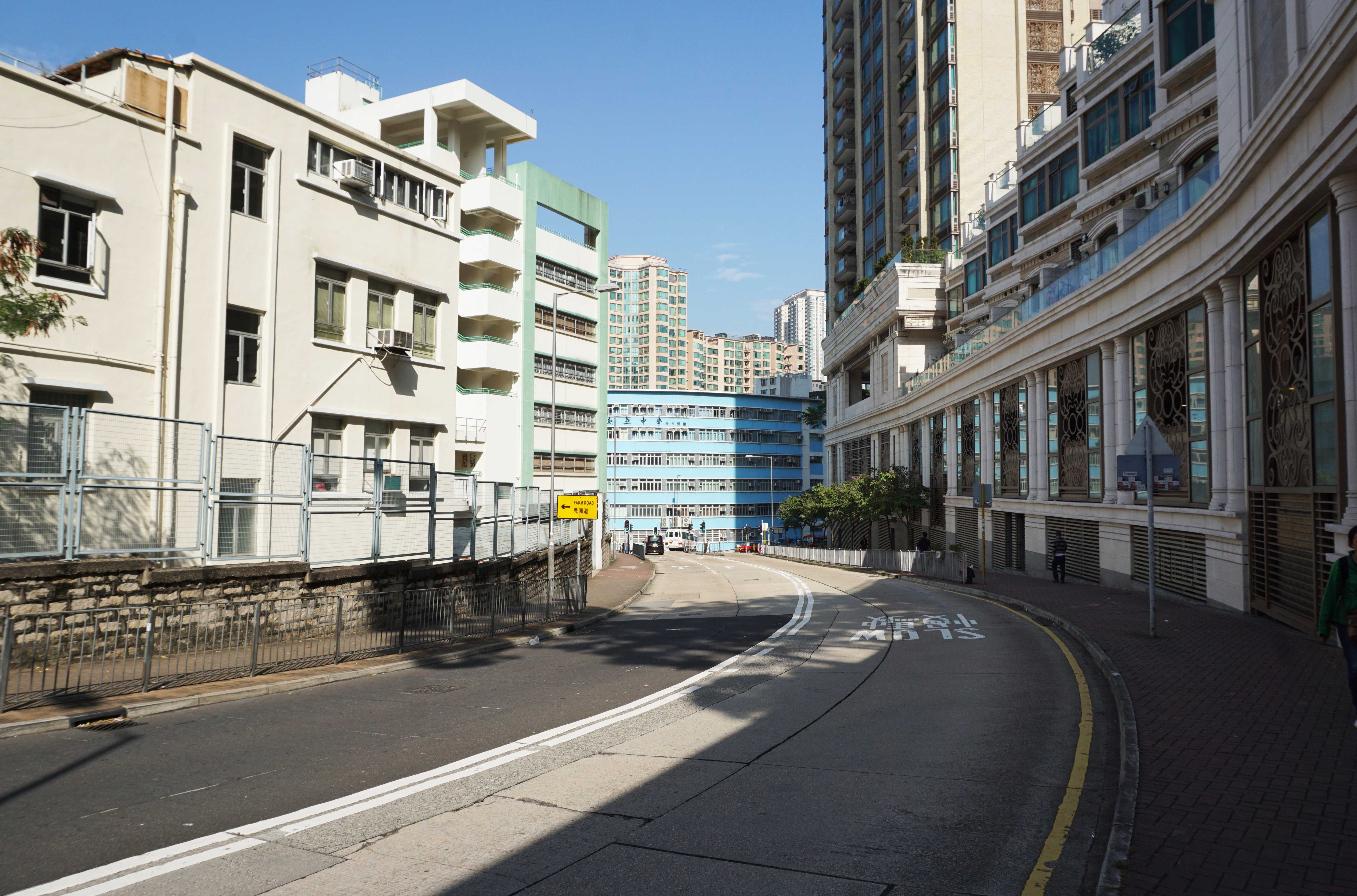
東端

## 貴價地皮
發展商長實於2004年購入馬頭圍天光道豪宅地王，即現時的住宅半山壹號，作價94億元，以當時計算，是香港賣地史上第二幅賣價最貴地皮。

## 歷史
1960年代末，何文田徙置區分階段拆卸，並於其上築建新道路，其中一條為常盛街，並於1967年3月28日獲刊憲命名。

## 鄰近
- 華英中學
- 基督教女青年會丘佐榮中學
- 陳瑞祺（喇沙）書院
- 陳瑞祺（喇沙）小學
- 德蘭中學
- 英皇佐治五世學校
- 鄧鏡波學校
- 半山壹號
- 香港耀能協會盛康園康怡居 (在常盛街與常康街交界，前身為馬頭圍女童院)[3]
- 東華三院黃祖棠護理安老院
- 何文田電話機房
- 香港都會大學護理及健康學院
- 耶穌基督後期聖徒教會-福音進修班及研究所

## 外部參考
1. ↑  常盛街地王價高逾94億 （页面存档备份，存于）東方日報 2010年06月07日